# 7507 Israel
7507 Israel este o planetă minoră (asteroid) din centura de asteroizi. A fost descoperită pe 17 octombrie 1960 la Observatorul Palomar de Cornelis Johannes van Houten și a fost numită după Frank Pieter Israel⁠(d). 
Obiectul prezintă o orbită caracterizată de o semiaxă mare de 2,3350414 UAi, o excentricitate de 0,21, o înclinație de 4,29703 ° în raport cu ecliptica.